# Hamdi Dhouibi
Hamdi Dhouibi (al-Qayrawan, 24 gennaio 1982) è un ex multiplista e astista tunisino.

## Biografia
Dhouibi inizia la sua carriera nell'atletica leggera praticando il salto con l'asta, disciplina con cui debutta internazionalmente nel 1999 ai Mondiali allievi in Polonia. Nella sua carriera seniores competerà nel decathlon riscontrando successo in campionati regionali e continentali, come l'oro vinto in casa ai Campionati africani del 2002. Dal 2003 al 2007 ha preso parte a tre edizioni dei Mondiali ed è stato detentore dei record africani nel decathlon e nell'eptathlon, per circa un quinquennio prima di essere battuti dall'algerino Larbi Bourrada.

## Palmarès
| Anno | Manifestazione           | Sede        | Evento           | Risultato | Prestazione | Note            |
| ---- | ------------------------ | ----------- | ---------------- | --------- | ----------- | --------------- |
| 1999 | Mondiali U18             | Bydgoszcz   | Salto con l'asta | 18º (q)   | 4,40 m      |                 |
| 2001 | Campionati africani U20  | Moka        | Salto con l'asta | Oro       | 4,60 m      |                 |
| 2001 | Campionati africani U20  | Moka        | Salto in lungo   | Bronzo    | 7,18 m      |                 |
| 2001 | Giochi della Francofonia | Ottawa      | Decathlon        | Argento   | 7548 p.     |                 |
| 2001 | Giochi del Mediterraneo  | Radès       | Decathlon        | Argento   | 7530 p.     |                 |
| 2002 | Campionati africani      | Radès       | Decathlon        | Oro       | 7965 p.     |                 |
| 2003 | Mondiali                 | Saint-Denis | Decathlon        | dnf       | dnf         |                 |
| 2004 | Giochi panarabi          | Algeri      | Decathlon        | Oro       | 7595 p.     |                 |
| 2005 | Giochi del Mediterraneo  | Almería     | Decathlon        | Bronzo    | 7847 p.     |                 |
| 2005 | Mondiali                 | Helsinki    | Decathlon        | 11º       | 8023 p.     | Record africano |
| 2006 | Campionati africani      | Bambous     | Salto con l'asta | Bronzo    | 4,80 m      |                 |
| 2006 | Campionati africani      | Bambous     | Decathlon        | Oro       | 7566 p.     |                 |
| 2007 | Giochi panafricani       | Algeri      | Salto con l'asta | Bronzo    | 4,90 m      |                 |
| 2007 | Giochi panafricani       | Algeri      | Decathlon        | Oro       | 7838 p.     |                 |
| 2007 | Mondiali                 | Osaka       | Decathlon        | dnf       | dnf         |                 |
| 2010 | Campionati africani      | Nairobi     | Salto con l'asta | Oro       | 4,70 m      |                 |
| 2010 | Campionati africani      | Nairobi     | Decathlon        | dnf       | dnf         |                 |
| 2011 | Giochi panarabi          | Doha        | Salto con l'asta | 4º        | 4,70 m      |                 |
| 2011 | Giochi panarabi          | Doha        | Decathlon        | Argento   | 7664 p.     |                 |